# Information Technology Infrastructure Library
Information Technology Infrastructure Library（インフォメーション テクノロジー インフラストラクチャー ライブラリ、ITIL）とは、ITサービスマネジメントにおけるベストプラクティス（成功事例）をまとめた書籍群。1989年にイギリス政府のCCTAによって公表された。ITILの読み方は「アイティル」、「アイティーアイエル」などがある。ITサービス全体においてデファクトスタンダードとなりつつあり、重要な位置付けとなっている。
2021年現在のITILの最新バージョンはITIL4 である。

## 概要
ITILはITサービスマネジメントを実現するため、ITサービスの品質向上、中長期的なコストの削減などを目的として実在する企業、サプライヤ、コンサルタントなどからITサービスに関する実際の運営方式やノウハウを収集し、書籍化したもの。
欧米社会においてITILは既にITサービスマネジメントの業界標準として広く認知されており、社会的な地位を確立している。ITILはITサービスマネジメントの英国規格であるBS 15000のベースとなっている 。BS 15000は国際規格であるISO/IEC 20000に提案し、国際標準となっている。JISはJIS Q 20000-1 情報技術－サービスマネジメント－第１部：サービスマネジメントシステム要求事項, JIS Q 20000-2 情報技術－サービスマネジメント－第２部：サービスマネジメントシステムの適用の手引である。
また、ITILでは「3つのP」という概念について説明がなされている。これは process（過程）、people（人）、products（成果物） の3つを指し、プロセスだけが充実していても、担当者のスキルのみに頼る事も、どんなに高価で便利なツールを使用しようとも、それぞれがバランス良く配置されなければ効果は得られないと警鐘している。ITILを解説する書籍によっては、さらに partners（協力会社） を加え、「4つのP」と表現しているものもある。これはITILバージョン3で大きな要素として盛り込まれたアウトソーシングが意識されている。

## ITIL成立の背景
1980年代のイギリス政府において、ガイドラインを基にしたITサービスの利用と提供が求められるようになり、ITサービスの方法論を整理する活動が行われ調査・研究の結果、1986年に現在のITILの基礎となるガイドラインが出来上がり、その後1989年にCCTAによって初版が公開された。現時点において、ITILを所有しているのはOGCであり、TSOが出版を行っている。2007年時点ではバージョン2が主流となっているが、itSMF（後述）によってバージョン3が2007年6月に新しくリリースされた。
バージョン2では社内情報システムに関するベストプラクティスが中心となって記述がなされており、バージョン3ではさらにアウトソーシングも意識した内容が新たに盛り込まれている。

## ITIL普及のための活動
ITILの導入・促進のための団体としてはitSMFが各国に存在し、日本でも2003年に日本HP、富士通、マイクロソフト、NTTコム、日立製作所、NEC、P&G、プロシードなど8社の情報通信技術企業により、NPO法人として itSMF Japan が設立されており、書籍の翻訳やセミナーを通じてITILの普及活動が行われている。

## ITIL V2

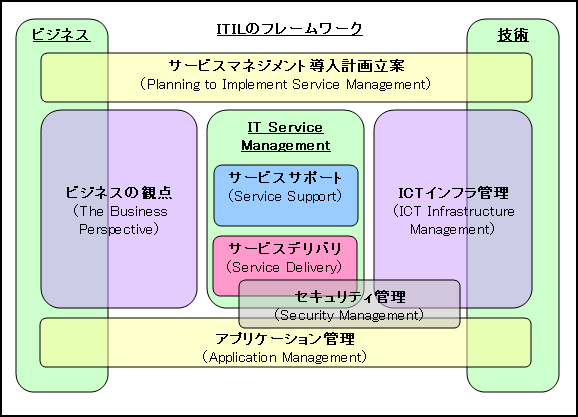
ITILのフレームワーク

ITILバージョン2としての改版作業は2000年から2001年にかけて実施され、2007年、ITIL V3が登場した現在もITサービスの現場においては主流となっており、一般的にITILと呼称する場合はITIL V2の「サービスサポート」および「サービスデリバリ」の書籍を指す。

### ITIL V2を構成する書籍群
具体的には以下の7つの書籍群から成り立っている。
| No | 書籍名                                                                        | 概要 |
| -- | ----------------------------------------------------------------------------- | --- |
| 1  | サービスサポート （service support）                                          | 通称「青本」と呼ばれ、IT利用者が適切に利用できるようサポートするためのマネジメントについて説明している。                   |
| 2  | サービスデリバリ （service delivery）                                         | 通称「赤本」と呼ばれ、ITをビジネスで利用している利用者のサービス要求に関するマネジメントについて説明している。             |
| 3  | サービスマネジメント導入計画立案 （planning to implement service management） | 通称「緑本」と呼ばれ、目標設定から導入後の初期診断と継続的な改善を組み込むための方法論を解説している。                     |
| 4  | ビジネスの観点 （e-business perspective）                                     | ビジネス環境における課題、事業継続性管理、パートナーシップ、アウトソーシング、変化への柔軟な対応などについて書かれている。 |
| 5  | アプリケーション管理 （application management）                               | アプリケーションの実装から廃棄までのシステム開発ライフサイクルに関連する課題について書かれている。                         |
| 6  | ICTインフラストラクチャー管理 （I.C.T. infrastructure management）            | 情報通信インフラの管理について技術的側面から説明している。                                                                 |
| 7  | セキュリティ管理 （security management）                                      | セキュリティへのインパクトに関する評価やデータの安全性・機密性を確実にするための課題について説明している。                 |

### ITIL V2の特徴

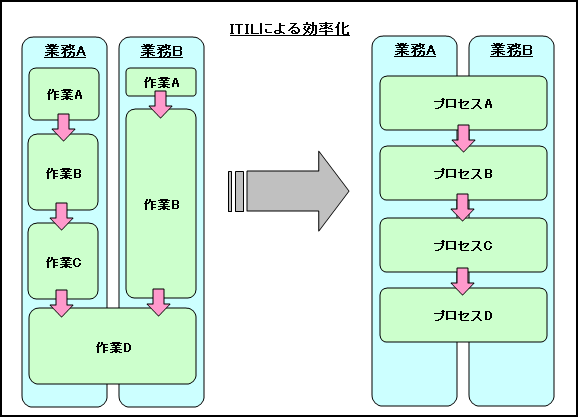
プロセスアプローチによる業務効率化

ITIL V2の大きな特徴として「プロセスアプローチ」と「ベストプラクティス」が挙げられる。プロセスアプローチは、業務をプロセスという単位にわけ、横断的に管理し、プロセスごとの役割と責任を明確に示している。元来業務単位、サービス単位で実施されていた作業をプロセス単位で横断的に管理する事で組織の活動に対して均一化をはかることを提唱している。もうひとつはベストプラクティスであること、つまり既に実在の企業に適用され、効果のあった事例について紹介がなされている。企業がITILを選択する上で大きな判断材料となる。

### ITIL V2の内容

#### ITサービスマネジメント
ITILの中心となる書籍として、サービスサポートとサービスデリバリがある。これらは10のプロセスと1の機能から構成され、それぞれのプロセスの役割と責任範囲を明確化がなされている。ここではそれらの概要のみを説明するものとし、詳細については各項の記事を参照されたい。
サービスサポート
サービスサポートは5つのプロセスと1つの機能から構成される。「インシデント管理」「問題管理」「構成管理」「変更管理」「リリース管理」の5つのプロセスと「サービスデスク」の1つの機能である。主に日々のITサービス運用についての具体的手法と着眼点について説明がなされている。
詳細はサービスサポートの項を参照。
サービスデリバリ
サービスデリバリは5つのプロセスから構成される。「サービスレベル管理」「ITサービス財務管理」「可用性管理」「ITサービス継続性管理」「キャパシティ管理」の5つのプロセスである。主に中長期的な観点に立ったITサービスの計画立案と改善手法について説明がなされている。
詳細はサービスデリバリの項を参照。

#### サービスマネジメント導入計画立案
サービスマネジメント導入計画立案はビジネスニーズからくるITサービスの導入に際し、何がなされるかを見極め、その実施計画を立てることを目的としてどのような手法で計画および導入を実施すべきかを説明している。サービスマネジメント導入計画立案ではその導入から実施までを以下のプロセスに分けて実行する事が求められている。
ビジョン（ビジネス目標）の設定
ITサービスマネジメントにおけるビジョンとはビジネスとITの間でどうありたいかをITサービス提供者と顧客で互いに合意がなされたステートメントを指す。ビジョンにはCSIPにおける目的と意図が記述され、その策定にあたっては担当する部門間、担当者間で綿密な調整がなされている必要がある。
現状の把握
ビジョンを実現するにあたり、複数の観点からIT組織の現状を理解・評価し、コストや規模などを見積もる必要がある。ITILでは「方向性」「運営」「プロセス」「人」「技術」「カルチャー」の6つの観点から現状を把握する事を求めている。
計測可能なターゲットの設定
CSIPのビジネスケースは「今どこにいるのか」「次にどうなりたいのか」をベースに構築されており、それを継続的に繰り返すことで高い効果を得る事を目標としている。クライアントの説得や、担当要員のモチベーションの維持など、様々な観点から現時点から直接到達可能な目標（クイックウィン）を設定する必要がある。
目標達成の方法
ITILでは「人は一般的に変化を求めたがらない」と定義した上で、その殻を打破する事を掲げている。打破すべきものとして「カルチャー」を挙げ、管理すべき重要な観点として説明がなされている。
効果の測定と評価
プロセスのパフォーマンスを評価するために設定された目標に対し、どの程度達成したかを目に見える形で数値化する必要がある。その評価の重要な指標としてCSFとKPI及びCSS（顧客満足度調査）が挙げられている。
推進力の維持
CSIPの中で最も困難なものとして改善された推進力の維持を挙げている。ITの変更を継続して行うとその維持はますます多様化・複雑化していく。そのような中で推進力と競争力を維持していくためにどのようにITILを有効利用するかについて説明がなされている。

#### ビジネスの観点
ビジネスの観点では「ビジネスとITサービスの連携」というテーマを取り扱い、大きくサービス提供者側の観点から解説がなされたPart1、サービス利用者側の観点から解説がなされたPart2の2冊で構成されている。
サービス提供者側からの観点
ビジネスニーズに沿った高品質なサービスを提供するために必要な管理フレームワークとしてITサービス運営グループ(ISG)という調整機関の確立を提唱している。ISGではビジネスにおける戦略や戦術から産まれた達成目標と実際の成果物について整合性を図る管理機能を司り、ITに関する総所有コスト(TCO)、投資利益率、計画立案などあらゆるサービス改善活動に対して明確な方向性を示すことが求められる。サービス提供者側の観点では、ITサービスを提供し、運用する立場の人や企業に対しての課題点やISGを通してサービスサポートやサービスデリバリの随所に挙げられているビジネスの視点に関するポイントについて説明がなされている。
サービス利用者側からの観点
ITILではITを企業戦略の一部と認識し、その位置付けや重要性を経営者陣に理解させる必要があると明言しており、CIOなどの上級職を提供サービスにITを使用するかどうかの意思決定プロセスの段階で参画させるべきであると謳っている。また、ITガバナンスの考え方について解説がなされており、代表的なITガバナンスとしてCOBITなどが紹介されている。サービス利用者側からの観点では、ITサービスを購入し、利用する立場の人や企業に対しての専門家からのメッセージがまとめられている。

#### アプリケーション管理
アプリケーション管理ではITILにおけるアプリケーションの位置付けと具体的な管理手法について説明されている。
ライフサイクルマネジメント
ITサービスのライフサイクルを6つにフェーズ分けし、それぞれのフェーズに対し、アプリケーションをどのように取り扱うべきかについて説明がされている。従来のIT業界では「開発」（アプリケーションの作成）と「運用」を別個に考えられていたが、この方式では同じアプリケーションに対しての開発と運用の間に断絶を生み、うまく機能しない場合があった。ITIL・アプリケーション管理ではライフサイクルマネジメントの考え方のもと、2つの領域を相互に関連するものととらえ、ひとつのライフサイクルの中で最も効率のよい仕様にすることを提唱している。具体的にはアプリケーションの要件定義、設計、構築のプロセスをアプリケーション開発、展開、運用、最適化のプロセスをサービスマネジメントと定義し、それぞれにおけるアプリケーションの管理手法について解説している。
アプリケーションポートフォリオ
アプリケーションポートフォリオとはアプリケーションを企業資産とみなし、アプリケーションが提供する機能、事業にとっての重要度、アプリケーションの開発コストやランニングコストなどを明確化し、整理するという概念であり、ITILではアプリケーションポートフォリオの実施手法について解説されている。これを実施することで経営者がアプリケーションに関する事業上の決定についてより適切な判断を下すことができ、結果的にITサービスにおける品質の向上につながっていく。

#### ICTインフラストラクチャー管理
ICTインフラストラクチャー管理（以下ICTIM）では、企業が所有する戦略上の重要なリソースを十二分に活用する為に必要不可欠となる企業のインフラについて、どのように管理し、活用すべきかについて説明がなされている。

#### セキュリティ管理
セキュリティ管理では、企業情報の価値を損なわせるあらゆる事象を対象として、業務で求められるレベルのセキュリティをどのように提供するかについて解説している。情報セキュリティには、情報漏洩や不正アクセスなどの対策（機密性）だけでなく、可用性、完全性も含まれている。セキュリティ管理の活動は独立したものではなく、日常業務に組み込まれるべきものとしている。ITILで提唱する各プロセスに対し、どのようにセキュリティを絡めるべきか、各プロセスとの連携をどのように行うべきかについて重点的に解説している。

## ITIL V3
ITILバージョン3としての改版作業は2004年より開始され、2007年5月30日にイギリス出版局より書籍がリリースされた。従来バージョンに比べてより戦略的なガイダンスが盛り込まれ、大きく「ライフサイクル・アプローチ」の概念を採用している。ITILのチーフアーキテクトを務めたシャロン・テイラー（カナダアスペクトグループ社長）はITIL V3について、「IT組織がITサービスを企業内に配備する方法やITサービスを効率的に配備するためのプロセスに重点を置いて作成した」と語っている。また、書籍の更改にあわせてフレームワークも刷新されている。
2011年にはマイナーバージョンアップを行い、ITIL2011(ITILv3/2011)に改訂された。

### ITIL V3を構成する書籍群
ITIL V3は、以下のサービスストラテジから継続的サービス改善までの5冊のコアブックと、その他の補完的な書籍から成り立っている。
| No | 書籍名                 | 英名                                     | 概要 |
| -- | ---------------------- | ---------------------------------------- | --- |
| 1  |                        | Introduction to ITIL 3 Service Lifecycle | ITIL V3の全体的な概要とライフサイクル・アプローチの概念について解説している。 |
| 2  | サービスストラテジ     | Service Strategy                         | 事業目標に準じたITの役割と要件について解説している。ITIL V2の「ITサービス財務管理」プロセス（サービスデリバリ）を包含している。                                                                                               |
| 3  | サービスデザイン       | Service Design                           | 効果的で費用対効果の高い戦略に即したプロセスの導入について解説している。ITIL V2の「可用性管理」プロセス、「キャパシティ管理」プロセス、「ITサービス継続性管理」プロセス（サービスデリバリ）を包含している。                   |
| 4  | サービストランジション | Service Transition                       | アジリティテスト、リスク緩和、ビジネスニーズへの迅速な対応（チェンジ・マネジメント）に関するガイダンス。ITIL V2の「変更管理」プロセス、「リリース管理」プロセス、「構成管理」プロセス（サービスマネジメント）を包含している。 |
| 5  | サービスオペレーション | Service Operation                        | 効果的なプロセスの開発と管理手法について解説している。ITIL V2の「サービスデスク」機能、「インシデント管理」プロセス、「問題管理」プロセスを包含している。                                                                     |
| 6  | 継続的サービス改善     | Continual Service Improvement            | ITサービスのコストと品質の測定手法について解説している。ITIL V2の「サービスレベル管理」プロセス（サービスデリバリ）を包含している。                                                                                           |

### ITIL V2との違い
現在の主流であるITIL V2との違いとして最も大きな点はITIL V2がプロセス個々に着目して解説していたのに比べ、ITIL V3ではライフサイクルに着目した解説を行っている点である。その他大きく改善された点として以下のようなものが挙げられる。
- ビジネスとITの統合
- バリュー・ネットワークの概念
- 記述項目と記述レベルの統一
- 用語の定義の徹底
- Appendix(ドキュメントやレコード項目などのサンプル)の充実
- プロセスの増加

### 5.サービス運用(Service Operation)について
日常の運用について記載する。プロセス及び機能としては以下の通り。
- （機能）サービスデスク - 単一窓口として活動し、受け付けたコールを「イベント」「リクエスト」「インシデント」に分類する。尚、コール媒体としては電話、メール、FAX等がある。
- （機能）IT運用 - 日々のルーティンワーク。
- （機能）技術管理 - 定型的運用を行うに当たって必要な技術を管理する。スキル育成なども含まれる。
- （機能）アプリケーション管理
- （プロセス）イベント管理 - Ver.2でインシデントと分類したコールの内、軽微なもの。逆に影響度の大きいイベントをインシデントとして定義できる。
- （プロセス）インシデント管理 - 「インシデントを早く解決する」ことをプロセスの目標とする。
- （プロセス）要求実現 - サービス要求への対応(Service Request Fulfilment)を実施する。V2ではインシデントとして取り扱っていた。V3におけるインシデントと要求の違いは、インシデントは予期できないものであるが、要求は予期できるものである、と言える。
- （プロセス）問題管理 - 「インシデント数を減らす」ことをプロセスの目標とする。

### 6.サービス移行(Service Transition)について
新規に作成した、又は変更したサービスの本番環境への移行を無事に行うことを目的とする。配下の主なプロセスは以下の通り。
- 変更管理 -
- サービス資産管理・構成管理 -
- ナレッジ管理 -
- 移行の計画・立案及びサポート -
- リリース管理・展開管理 -
- サービスの妥当性確認及びテスト -
- 変更又はサービスの評価 -

## ITIL 4
2019年2月28日に正式リリースされた。当該バージョンからVが消えた表記となる。
4次元モデル
ITIL 4の重要なコンポーネントは、4次元モデルです。 4つの次元は、ITILの以前の4つのポイント（人、製品、パートナー、プロセス）を反映しています。 ITILサービスバリューシステムの各コンポーネントは、次の4つの側面を考慮する必要があります。 
- 組織と人々
- 情報と技術
- パートナーとサプライヤー
- バリューストリームとプロセス

## 認定資格

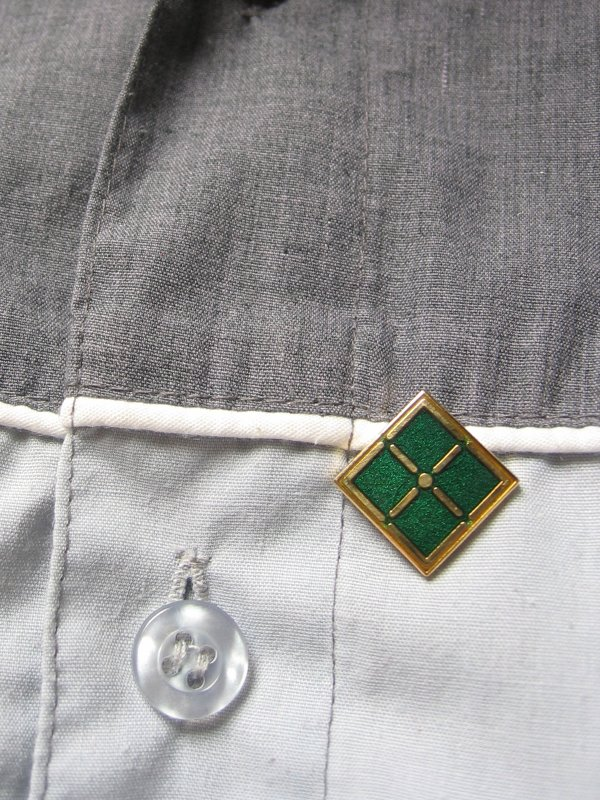
ITIL認定資格バッジ

V3ではエントリー資格のITIL Foundation 、中級資格のITIL Intermediate、上級資格のITIL Expert、ITIL Masterが存在する。
2021年現在はAXELOS及びPeopleCertがITIL V3資格及びITIL 4の資格の認定を実施しており、以下のITIL 4の資格体系が整備されている。
- ITIL Foundation
- ITIL Managing Professional (MP)
  - ITIL Specialist : Create, Deliver & Support
  - ITIL Specialist : Drive Stakeholder Value
  - ITIL Specialist : High Velocity IT
  - ITIL Strategist : Direct, Plan & Improve
- ITIL Strategic Leader (SL)
  - ITIL Strategist : Direct, Plan & Improve
  - ITIL Leader : Digital & IT Strategy
- ITIL Master